# Времето на звездите
„Времето на звездите“ (на английски: Startime) е американски сериал-антология в областта на комедията и драмата. Сериалът се излъчва по канала NBC в САЩ през 1959/1960 г. в един сезон с 33 епизода с продължителност 60/90 минути. Първият епизод е излъчен на 6 октомври 1959 г., последният – на 31 май 1960 г. Поредицата е сред първите американски телевизионни предавания, излъчвани в цвят.
На 5 април 1960 г. е излъчен 27 епизод „Инцидент на ъгъла“, режисиран от Алфред Хичкок, с Джордж Пепърд, Джак Албъртстоун и Вера Майлс в главните роли.

## Награди и номинации
| Награди                                              | Награди                                                      | Награди                                                                             | Награди                                                        |
| Награда                                              | Категория                                                    | Име                                                                                 | Резултат                                                       |
| ---------------------------------------------------- | ------------------------------------------------------------ | ----------------------------------------------------------------------------------- | -------------------------------------------------------------- |
| „Еми“-1960                                           | Най-добра актриса                                            | Ингрид Бергман                                                                      | награда „Еми“ за епизода „The Turn of the Screw“               |
| „Еми“-1960                                           | Най-добър актьор                                             | Алек Гинес                                                                          | номинация за епизода „The Wicked Scheme of Jebal Deeks (#1.6)“ |
| „Еми“-1960                                           | За изключителни постижения за работа с електронна камера     | NBC                                                                                 | номинация                                                      |
| „Еми“-1960                                           | За изключителни постижения в областта на драмата             | NBC                                                                                 | номинация за епизода „The Turn of the Screw“                   |
| „Еми“-1960                                           | За изключителни режисьорски постижения в областта на драмата | Джон Франкенхаймър                                                                  | номинация за епизода „The Turn of the Screw“                   |
| „Еми“-1960                                           | За изключителни сценарийни постижения в областта на драмата  | Джеймс Костиган                                                                     | номинация за епизода „The Turn of the Screw“                   |
| награда „Хюго“-1960                                  | Най-добро драматично представяне                             | Джон Франкенхаймър (режисьор), Хенри Джеймс (автор), Джеймс Костиган (ТВ адаптация) | номинация за епизода „The Turn of the Screw“                   |
| награда на Гилдията на американските сценаристи-1960 | Най-добра комедия/вариете                                    | Хърбърт Бейкър                                                                      | номинация за епизода „The Dean Martin Show“                    |